# Gedeon Richter (Unternehmen)
Die Gedeon Richter Nyrt. (vollständige Firma: ungarisch Richter Gedeon Vegyészeti Gyár Nyilvánosan Működő Rt. ‚Gedeon Richter Chemikalienfabrik Aktiengesellschaft‘; im internationalen Geschäftsverkehr kurz: Gedeon Richter Plc.) ist ein ungarisches Pharma- und Biotechnologie-Unternehmen mit Sitz in Budapest. Das multinationale Unternehmen ist eines der größten Unternehmen der Branche Mittel- und Osteuropas und hat Niederlassungen in über 40 Ländern.
Das Unternehmen vertreibt Produkte in zahlreichen therapeutischen Bereichen, darunter Arzneimittel für die Fachbereiche Gynäkologie, Zentralnervensystem und Kardiologie.

## Geschichte

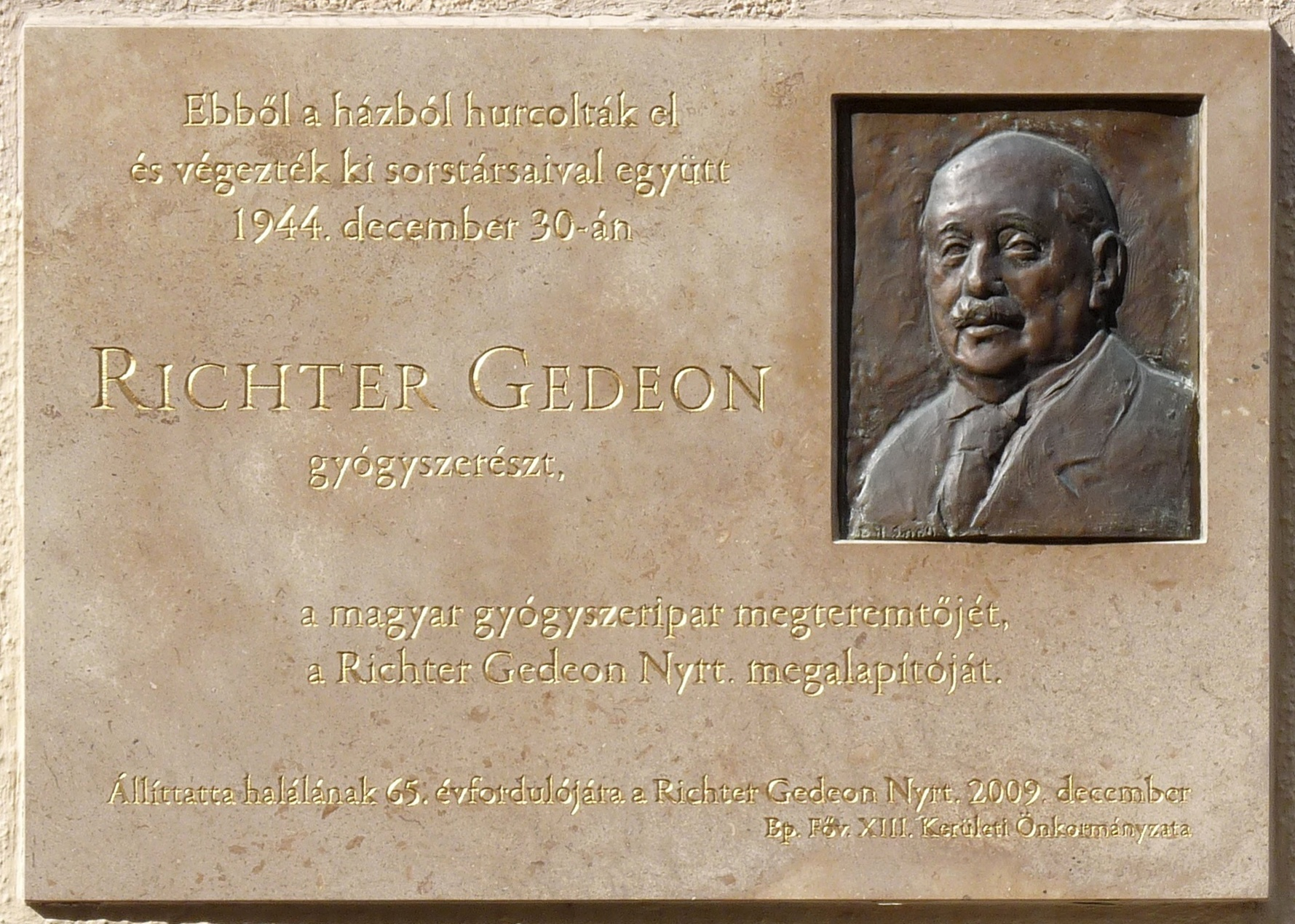
Gedenktafel für den Gründer Gedeon Richter

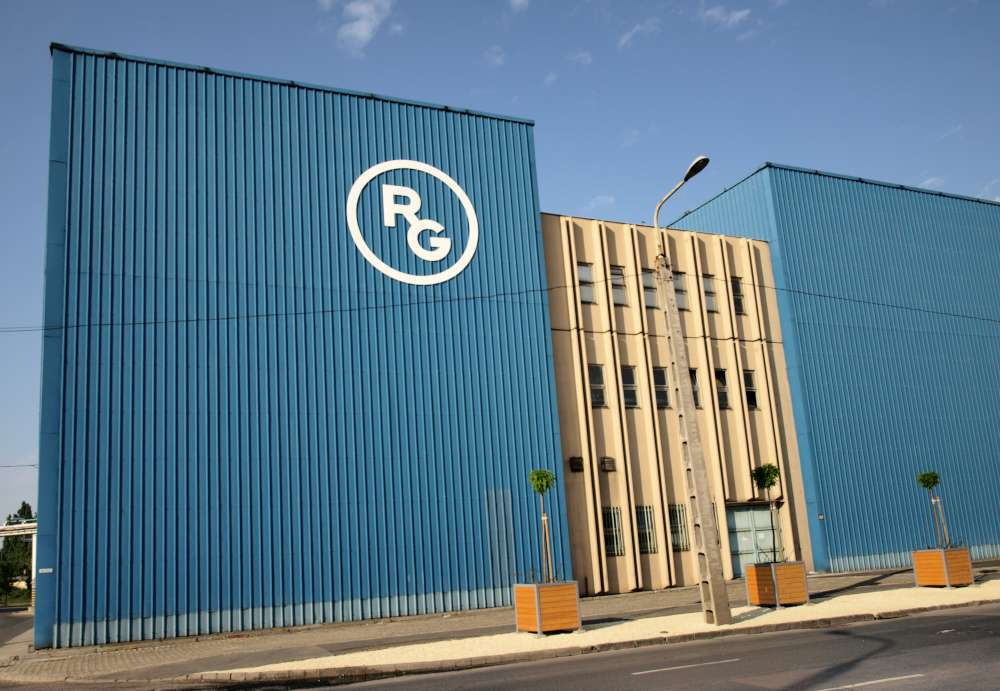
Konzernzentrale in Budapest

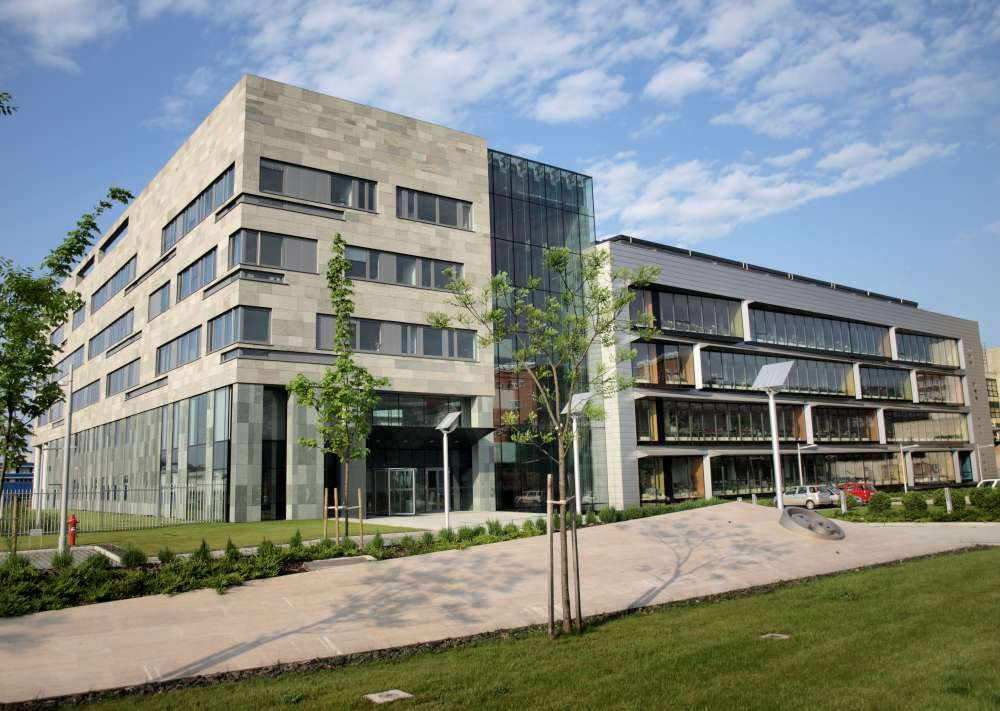
Forschungsgebäude in Budapest

Das Unternehmen wurde 1901 in Budapest von Gedeon Richter, einem jüdischen Apotheker, gegründet. Die Gründung seiner Firma markierte den Beginn der Entwicklung der ungarischen Pharmaindustrie. Die Gedeon Richter AG ist ein im BUX-Index notiertes Unternehmen an der Budapester Börse. Es hatte im November 2015 eine Marktkapitalisierung von etwa 4 Milliarden US-Dollar und ist das drittgrößte Unternehmen des BUX. Darüber hinaus wird es auf Euronext gehandelt, einer „Mehrländerbörse“, die Börsen in Amsterdam, Brüssel, Lissabon und Paris betreibt.
Zunächst fand eine kleine pharmazeutische Produktion in der Apotheke ungarisch Arany Sas (‚Goldener Adler‘) statt, die bis heute existiert. Unabhängige pharmazeutische Forschungs- und Produktionsaktivitäten wurden damals in Ungarn eingeführt. Die pharmazeutische Produktion im industriellen Maßstab erforderte jedoch erhebliche Investitionen und groß angelegte pharmazeutische kapitalintensive  Fertigungsstätten. Zunächst verarbeitete das Labor, das auf dem Gelände der Apotheke operierte, Extrakte aus Tierorganen und produzierte Organotherapeutika.
1907 wurde im Kőbánya, einem Vorort von Budapest, eine große Produktionsstätte erbaut. Den internationalen Trends der pharmazeutischen Industrie entsprechend, produzierte das Unternehmen pflanzliche Arzneimittel, verarbeitete Extrakte aus Pflanzen und später synthetische Produkte. Das Unternehmen wurde ein bekannter Hersteller von Lecithin-Produkten, antiseptischen und fiebersenkenden Produkten sowie von Analgetika Wasserstoffperoxid (Hyperol), Acetylsalicylsäure (Kalmopyrin) und Tonogen, welche bis heute produziert werden. Nach dem Krieg wurde die Fabrik zunächst unter dem Namen Kőbányai Gyógyszerárugyár {Kőbányai Pharmazeutische Fabrik} in Kőbánya wieder aufgebaut. Mit dem Beginn der Ära der Planwirtschaft 1948 wurde das Unternehmen verstaatlicht. Nach  Öffnung des Eisernen Vorhangs 1989 wurde das Unternehmen wieder unter dem Namen Gedeon Richter Pharmazeutische Fabrik privatisiert und wird ab 1994 an der Börse gehandelt. Der größte Erfolg beruhte damals auf der Herstellung von Vitamin B12. Dieses Präparat machte das Unternehmen zu einem wichtigen Akteur im Weltmarkt. Es war in den 1960er Jahren der führende Anbieter in der Sowjetunion.
Im Jahr 1934 erwarb Konstantin Janssen (später: Janssen Pharmaceutica) die Vertriebsrechte für die Produkte von Gedeon Richter.
In der zweiten Hälfte des 20. Jahrhunderts erweiterte das Unternehmen seine Aktivitäten. Durch seine jahrzehntelange Erfahrung in der pharmazeutischen Herstellung konnte es seine Produktpalette mit der pflanzlichen Produktlinie Richtofit und einer Kosmetiklinie unter dem Markennamen Fabulon ausbauen. 1966 wurde das erste eigene orale Kontrazeptivum, Infecundin, auf den Markt gebracht. Cavinton, das erste Arzneimittel, das die Blutzirkulation im Gehirn verbessert, kam im Jahr 1977 auf den Markt.
Im Juni 2016 erwarb Gedeon Richter das Schweizer Pharmaunternehmen Finox zu einhundert Prozent.

## Unternehmen
Das Hauptquartier hat seinen Sitz in Budapest und unterhält seit 1967 eine Tochtergesellschaft in Dorog. Im Oktober 2010 erwarb die Gedeon Richter AG 100 % des privaten Schweizer Pharmaunternehmens Preglem für  445 Millionen CHF (337 Millionen Euro). Das Unternehmen hat Joint Ventures  mit Themis Medicare in Mumbai (Indien) und der Helm AG in Deutschland sowie mit Unternehmen in China und Lateinamerika. Seit 2011 ist das Unternehmen mit dem Tochterunternehmen Gedeon Richter Pharma GmbH in Deutschland mit Sitz in Köln präsent. Deren Schwerpunkte liegen in den Kontrazeptiva, der Myomtherapie und der Hormonersatztherapie. Seit 1. März 2016 ist die Gedeon Richter Pharma GmbH Teil der Arbeitsgemeinschaft Pro Biosimilars. In der Entwicklung von Biosimilars kooperiert der ungarische Weltkonzern mit dem deutschen Pharmakonzern Stada und dem japanischen Pharmaunternehmen Mochida Pharmaceutical.
Richter baute 2012 eine Biotechnologieanlage in Debrecen.